# Taxithelium uematsui
Taxithelium uematsui är en bladmossart som beskrevs av Brotherus och Iishiba 1929. Taxithelium uematsui ingår i släktet Taxithelium och familjen Sematophyllaceae. Inga underarter finns listade i Catalogue of Life.